# Упатниекс, Юрис
Юрис Упатниекс (латыш. Juris Upatnieks, 7 мая 1936 года, Рига, Латвия) — американский физик латышского происхождения. Иностранный член Латвийской академии наук. Профессор Мичиганского университета.
В 1962 году была создана классическая схема записи голограмм Эмметта Лейта и Юриса Упатниекса (голограммы Лейта-Упатниекса), в которой записываются пропускающие голограммы (при восстановлении голограммы свет пропускают через фотопластинку, хотя на практике некоторая часть света от неё отражается и также создаёт изображение, видимое с противоположной стороны).
Наработки Лейта и Упатниекса и сегодня используются военными при изготовлении оптических прицелов, а также применяются в приборах для военной и гражданской авиации, а предложенная ими схема записи голограмм применяется повсеместно.